# 画之缘
画之缘是一部中国内地电视连续剧，又名天国之恋,被称为中国版的《达芬奇密码》。于2006年6月在深圳市大芬村拍摄。

## 简介
- 本剧以深圳著名的油画大芬村为背景，所描述的故事以大芬油画村发生发展的历史为主线，反映了油画村画家创业的过程以及在油画中所反映的历史变迁。
- 《画之缘》以一个少女寻找亲生父亲的经历讲述一连串的动人故事，在挖掘剧中人物情感之外，同时也深刻揭示了现实社会下国产文化事业发展的艰难历程。

## 演员表
- 韩雪  饰演 顾小雪
- 何中华 饰演 马晓峰
- 池华琼 饰演 杨娜
- 刘磊 饰演 刘伟强
- 贾丽莉 饰演 小 米
- 陈逸恒
- 周国宾
- 王虹
- 田成仁
- 王汝刚
- 夏志卿
- 刘威
- 汪卉
- 王景春
- 杜熊文
- 程莉莎
- 毕远晋

## 主创名单
- 导演: 庄红胜
- 编剧: 凌文、赵纪鑫、沈树人
- 摄影: 郑鸥、叶志伟
- 美术（设计）: 梁启镛、胡宗
- 剪辑: 杨薇、高秀娟
- 录音: 吴昊
- 灯光/照明（设计）: 陈天铭
- 主题曲作曲: 缪森
- 出品人: 张惠建、陶琴珍
- 总监制: 何日丹、蒋松荣
- 总策划: 何小培、任晓峰、傅冠峰
- 制片人: 张中一、陶秋生
- 出品公司:广东电视台、上海陶源文化传播有限公司